# رامحة زنكرية
رامحة زنكرية (الاسم العلمي:Dovyalis zenkeri) هي نوع من النباتات تتبع جنس الرامحة من الفصيلة الصفصافية.